# 5e Match des étoiles de la Ligue nationale de hockey
Match précédent Match suivant
Le 5e Match des étoiles de la Ligue nationale de hockey a lieu le 9 octobre 1951 dans le domicile des Maple Leafs de Toronto, le Maple Leaf Gardens. Ce match n'opposant que les meilleurs joueurs de la ligue se conclut par la marque de 2 à 2. Pour la première fois de l'histoire, cette classique fut présentée sur les ondes d'une station de radio. Le commentateur Foster Hewitt décrivit cette rencontre qui fut diffusée à travers le Canada.

## Effectif

### Première équipe d'étoiles
- Entraîneur-chef : Joe Primeau ; Maple Leafs de Toronto.
- Gardiens de but :
  - 1 Terry Sawchuk ; Red Wings de Détroit.
  - 2 Harry Lumley ; Blackhawks de Chicago.
- Défenseurs :
  - 2 Frank Eddolls ; Rangers de New York.
  - 4 Red Kelly ; Red Wings de Détroit.
  - 8 Al Dewsbury ; Blackhawks de Chicago.
  - 11 Bill Quackenbush ; Bruins de Boston.
  - 20 Lee Fogolin ; Blackhawks de Chicago.
- Attaquants :
  - 5 Don Raleigh, C ; Rangers de New York.
  - 6 Ed Sandford, AG ; Bruins de Boston.
  - 7 Ted Lindsay, AG ; Red Wings de Détroit.
  - 9 Gordie Howe, AD ; Red Wings de Détroit.
  - 12 Doug Bentley, AG ; Blackhawks de Chicago.
  - 15 Milt Schmidt, C ; Bruins de Boston.
  - 16 Gaye Stewart, AG ; Rangers de New York.
  - 17 Gus Bodnar, C ; Blackhawks de Chicago.
  - 21 Reg Sinclair, AD ; Rangers de New York.
  - 23 Johnny Peirson, AD ; Bruins de Boston.

### Deuxième équipe d'étoiles
- Entraîneur-chef : Dick Irvin ; Canadiens de Montréal.
- Gardiens de but :
  - 1 Gerry McNeil ; Canadiens de Montréal.
  - 1 Chuck Rayner ; Rangers de New York.
- Défenseurs :
  - 2 Jimmy Thompson ; Maple Leafs de Toronto.
  - 3 Gus Mortson ; Maple Leafs de Toronto.
  - 3 Leo Reise ; Red Wings de Détroit.
  - 10 Doug Harvey ; Canadiens de Montréal.
  - 11 Émile Bouchard ; Canadiens de Montréal.
- Attaquants :
  - 4 Harry Watson, AG ; Maple Leafs de Toronto.
  - 6 Floyd Curry, AD ; Canadiens de Montréal.
  - 7 Max Bentley, C ; Maple Leafs de Toronto.
  - 8 Ted Kennedy, C ; Maple Leafs de Toronto.
  - 9 Maurice Richard, AD ; Canadiens de Montréal.
  - 12 Sid Abel, C ; Red Wings de Détroit.
  - 15 Tod Sloan, C ; Maple Leafs de Toronto.
  - 18 Kenny Mosdell, C ; Canadiens de Montréal.
  - 20 Paul Meger, AG ; Canadiens de Montréal.
  - 24 Sid Smith, AG ; Maple Leafs de Toronto.

## Feuille de match
| 9 octobre 1951 | 1re équipe | 2-2 (1-0, 1-1, 0-1) | 2e équipe | Maple Leaf Gardens 11 469 spectateurs |

| Feuille de match                           | Feuille de match                                                                   | Feuille de match                          | Feuille de match                                                                     | Feuille de match                                        |
| ------------------------------------------ | ---------------------------------------------------------------------------------- | ----------------------------------------- | ------------------------------------------------------------------------------------ | ------------------------------------------------------- |
|                                            | Howe (Lindsay, Schmidt) — 7 min 59 s (SN) Peirson (Stewart, Raleigh) — 36 min 49 s | 1-0 1-1 2-1 2-2                           | Sloan (Watson, M. Bentley) — 22 min 26 s (SN) Mosdell (Sloan, Mortson) — 49 min 25 s | Arbitrage : Bill Chadwick Sam Babcock, William Morrison |
| Sawchuk (29 min 28 s) Lumley (30 min 32 s) | Gardiens                                                                           | Rayner (29 min 28 s) McNeil (30 min 32 s) |                                                                                      | Arbitrage : Bill Chadwick Sam Babcock, William Morrison |
|                                            |                                                                                    |                                           |                                                                                      | Arbitrage : Bill Chadwick Sam Babcock, William Morrison |
|                                            |                                                                                    |                                           |                                                                                      | Arbitrage : Bill Chadwick Sam Babcock, William Morrison |